# 斯图尔特·布兰德

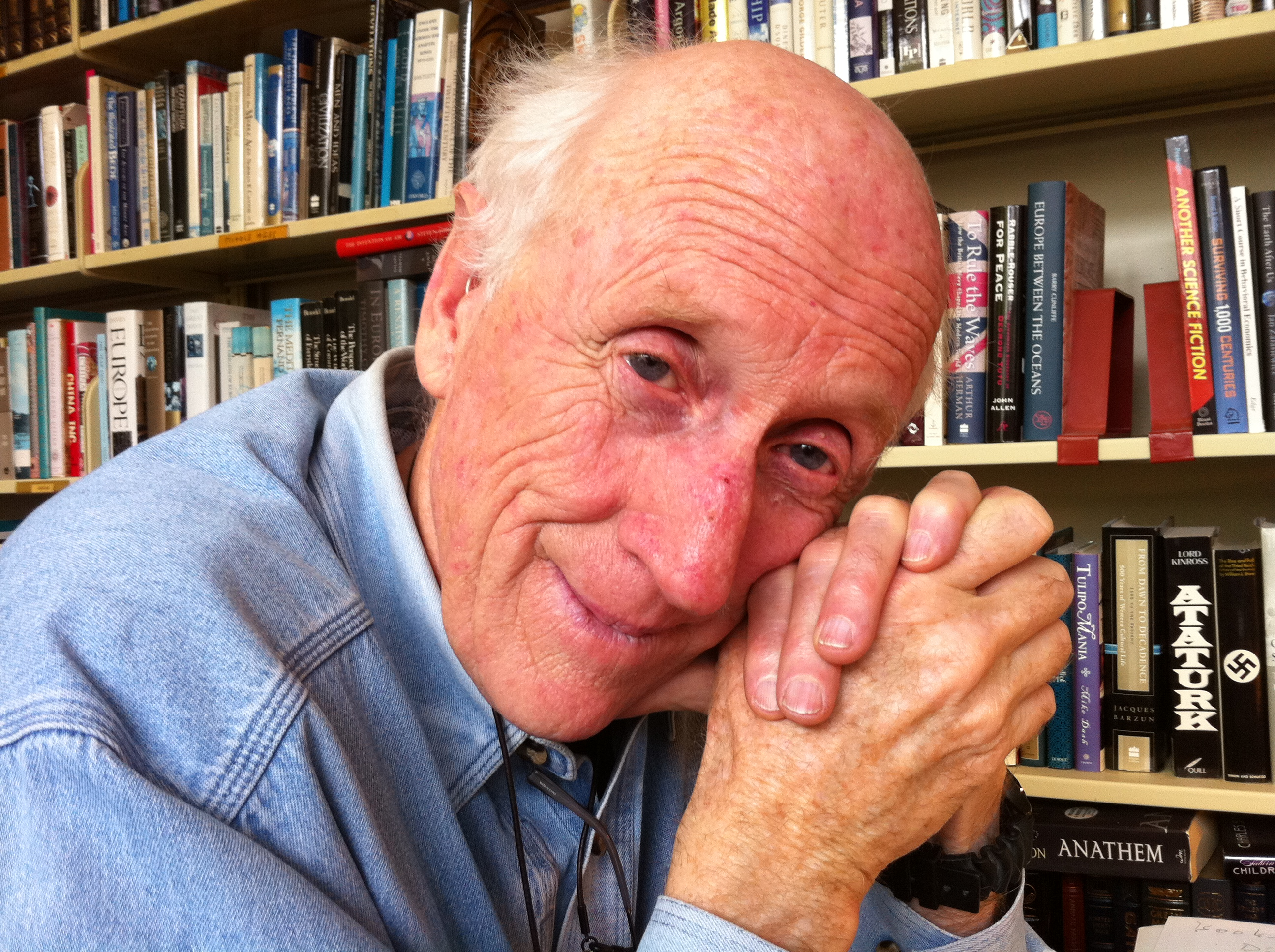
斯图尔特·布兰德

斯图尔特·布兰德（英語：Stewart Brand，1938年12月14日—），他是一位创作者，曾于1968年创办了《全球概览》期刊。该期刊成为了当年嬉皮士运动的一个重要的刊物。其后他还先后创办了WELL、“全球商业网络”（Global Business Network）、恒今基金会等机构。 布兰特写过的书包括《地球的法则》、《万年鐘传奇》、《建筑养成记》等。

## 生平
斯图尔特·布兰德是一个很反叛的人，从小就参与了环境运动。并且终身都热衷于环保运动。

## 著作
- 《地球的法则》（Whole Earth Discipline）（2009）
- 《万年鐘传奇》（The Clock of the Long Now）（1999）
- 《建筑养成记》（How Buildings Learn）（1994）
- 《麻省理工媒体实验室》（The Media Lab）（1987）